# Seconda battaglia di Falluja
La seconda battaglia di Falluja - denominata Operazione Al-Fajr (in arabo الفجر, "l'alba") e Operazione Phantom Fury -, è stata un'offensiva congiunta tra Stati Uniti, Iraq e Regno Unito tra il novembre e il dicembre 2004 - il punto più alto del conflitto durante la guerra in Iraq. È stata condotta dai Marines statunitensi contro gli insorti iracheni nella città di Falluja ed è stata autorizzata dal governo provvisorio iracheno nominato dagli Stati Uniti. L'esercito americano l'ha definita «uno dei più pesanti combattimenti urbani in cui i Marines statunitensi siano stati coinvolti dopo la battaglia di Huế in Vietnam nel 1968»
Questa operazione è stata la seconda grande operazione a Falluja. In precedenza, nell'aprile 2004, le forze della coalizione avevano combattuto la prima battaglia di Falluja per catturare o uccidere quegli elementi insorti ritenuti responsabili della morte di una squadra della Blackwater. Quando le forze della coalizione hanno combattuto nel centro cittadino, il governo iracheno ha chiesto che il controllo della città fosse trasferito ad una forza di sicurezza locale irachena, la quale aveva iniziato a immagazzinare armi e a costruire complesse difese in tutta la città fino alla metà del 2004. La seconda battaglia di Falluja, per le truppe americane, è stata sia la più sanguinosa dell'intera guerra d'Iraq che il primo grande impegno contro degli insorti - differenziandosi, quindi, dai combattimenti avvenuti precedentemente contro le forze militari del governo iracheno Ba'athista deposto nel 2003.